# Dichromia effusa
Dichromia effusa là một loài bướm đêm trong họ Erebidae.